# Edmundsius
Edmundsius is een geslacht van haften (Ephemeroptera) uit de familie Siphlonuridae.

## Soorten
Het geslacht Edmundsius omvat de volgende soorten:
- Edmundsius agilis